# ويليام بيكون رايت
ويليام بيكون رايت هو محامي وقاضي وسياسي أمريكي، ولد في 4 يوليو 1830 في كولومبوس في الولايات المتحدة، وتوفي في 10 أغسطس 1895. نشط حزبياً في الحزب الديمقراطي.